# سامانتا پاور
سامانتا پاور (انگلیسی: Samantha Power؛ زاده ۲۱ سپتامبر ۱۹۷۰) یک سیاست‌مدار اهل ایالات متحده آمریکا است که در کابینه باراک اوباما، نمایندهٔ دائم آمریکا در سازمان ملل متحد است.

## زندگی نامه
سامانتا پاور در ۲۱ سپتامبر ۱۹۷۰ در لندن به دنیا آمد. وی در سال ۱۹۷۹ در سن ۹ سالگی به همراه خانواده به ایالات‌متحده آمریکا مهاجرت نمود. پاور بین سالهای ۱۹۹۳ تا ۱۹۹۶ به عنوان روزنامه‌نگار در یو اس نیوز & ورد رپورت، بوستون گلوب، اکونومیست و نیو رپابلیک به عنوان گزارشگر این نشریات در جنگ‌های یوگسلاوی حضور داشت. در بازگشت به آمریکا پاور برای تحصیل در رشتهٔ حقوق به هاروارد رفت و در همین زمان کتاب خود را دربارهٔ نسل‌کشی منتشر کرد. پاور در سال ۲۰۰۴ از سوی مجلهٔ تایمز در زمره ۱۰۰ پژوهشگر برتر آمریکا برگزیده شد. سامانتا پاور در سال ۲۰۰۵ در کمیته حمایت از اوباما برای انتخابات سنا فعالیت کرد و در ادامه، در انتخابات ریاست‌جمهوری سال ۲۰۰۸ در ستاد انتخاباتی وی فعالیت کرد. پس از آن نیز عهده‌دار مدیریت دفتر حقوق بشر کاخ سفید شد. پاور همچنین از سال ۲۰۰۹ عضو شورای امنیت ملی آمریکا است. در تاریخ ۵ ژوئن ۲۰۱۳ باراک اوباما وی را برای جایگزینی سوزان رایس در سازمان ملل انتخاب کرد. وی مقالات و کتاب‌های بسیاری دربارهٔ موضوع نسل‌کشی و مسئلهٔ دخالت انسانی نوشته‌است. وی نویسنده کتاب «مشکلی از جهنم» (A Problem from Hell: America and the Age of Genocide) (۲۰۰۲) است که برندهٔ جایزه پولیتزر سال ۲۰۰۳ شد. سامانتا پاور با ۸۷ رای موافق در مقابل ۱۰ رای مخالف از طرف مجلس سنا به عنوان نماینده آمریکا در سازمان ملل تأیید شد.